# فانتا (فنلندا)

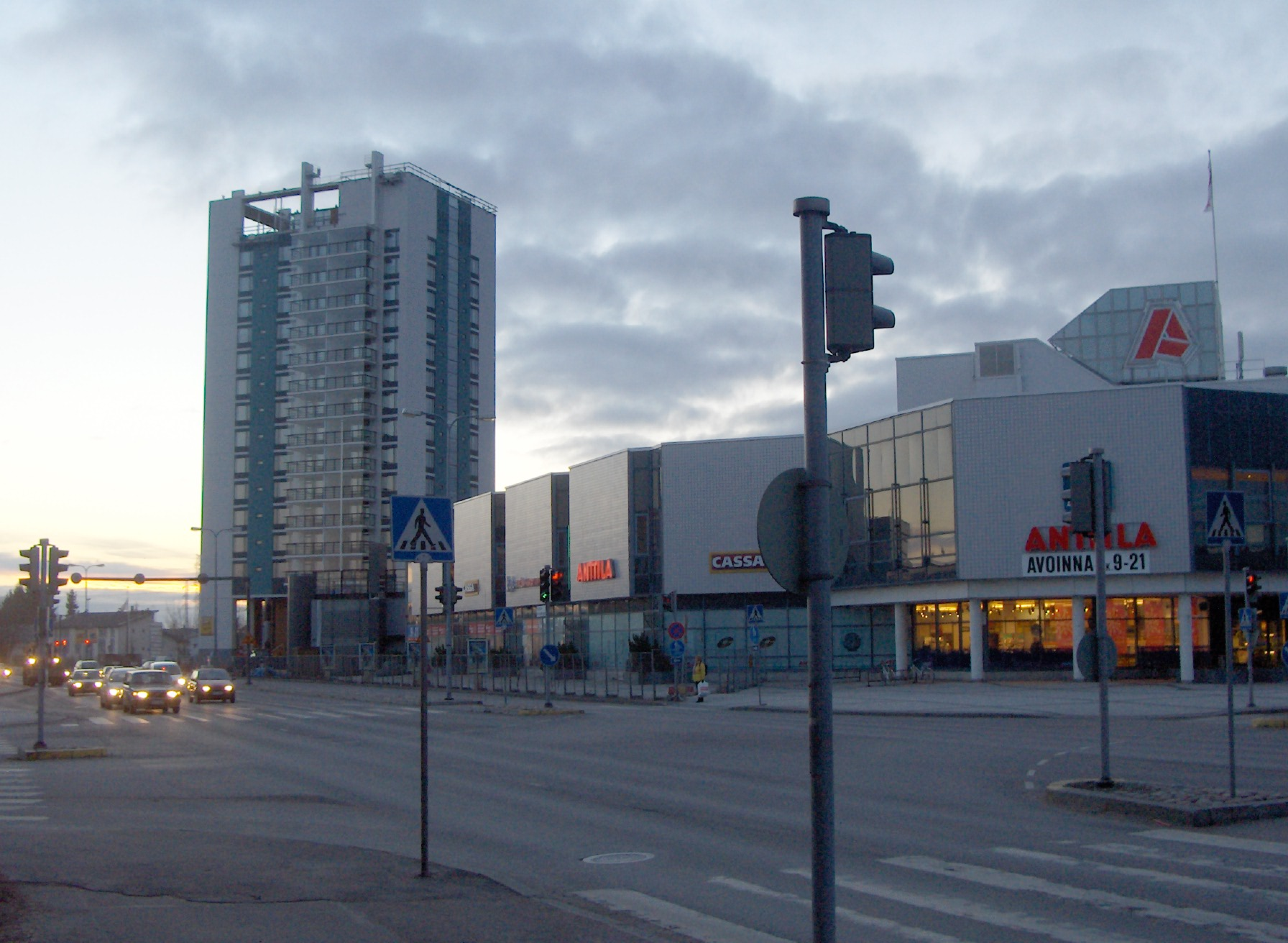

فانتا (بالفنلندية Vantaa، بالسويدية Vanda) مدينة فنلندية ، تقع في إقليم أوسيما . و تشكل مع هلسنكي و إسبو و كاونياينن منطقة هلسنكي الكبرى.
بعديد قاطنيها البالغ 198.351 ساكن تعد رابعة مدن البلاد سكاناً. يمتد نطاقها البلدي على مساحة 240,36 كيلومتر مربع ، منها 1,98 كيلومتر مربع من المياه. وتبلغ الكثافة السكانية 832.08 نسمة / كيلومتر مربع.
يقع بها مطار هلسنكي فانتا أكبر مطارات فنلندا . كما تستضيف مركز هيوريكا للعلوم .
وبالإضافة إلى ذلك يوجد متحف المدينة بالقرب من محطة القطارات في تيكوريلا . المتحف مـُقام في أقدم مبنى محطة في فنلندا ، التي صممه كارل ألبرت إدلفلت واكتمل في عام 1861. و ثمت معارض لمختلف المواضيع حول التاريخ المحلي.
المدينة ثنائية اللغة ، بأغالبية (88.6 ٪) تتحدث الفنلندية و أقلية (3 ٪) من المتكلمين بسويدية فنلندا. تبلغ نسبة الناطقين بلغة أم غير الفنلندية و السويدية 8.4 ٪ من السكان.

## التاريخ
اعتمد اسم فانتا في عام 1972 عندما تم إنشاء البلدية. أشير إلى المتسوطنة لأول مرة باسم "Helsinge" في عام 1351 في وثيقة من ماغنوس الثاني ملك السويد ، ضمنت حقوق صيد سمك السلمون بنهر فانتايوكي لدير باديزي الإستوني.
في 11 أكتوبر 2002 ، صدمت المدينة بانفجار قنبلة في مركز مورماني التجاري قتل جراءه 7 اشخاص من بينهم منفذ العملية ، و هو طالب كيمياء يبلغ التسعة عشرة بمعهد إسبو فانتا للتكنولوجيا .
كما أن فانتا معروفة بكونها مسقط رأس بطل سباقات الفورمولا 1 السائق الفنلندي ميكا هاكينن.

## الجغرافيا

### الموقع
يمتد نطاق فانتا البلدي على مساحة 240.36 كيلومتر مربع ، منها 1.98 km2 من المياه. الكثافة السكانية هو 832.08 نسمة / كيلومتر مربع. تحد هلسنكي العاصمة الفنلندية من ناحيتي الجنوب والجنوب الغربي. البلديات المجاورة الأخرى إسبو إلى الغرب ، نورميارفي، كيرافا وتوسولا إلى الشمال وسيبو إلى الشرق.

## الاقتصاد

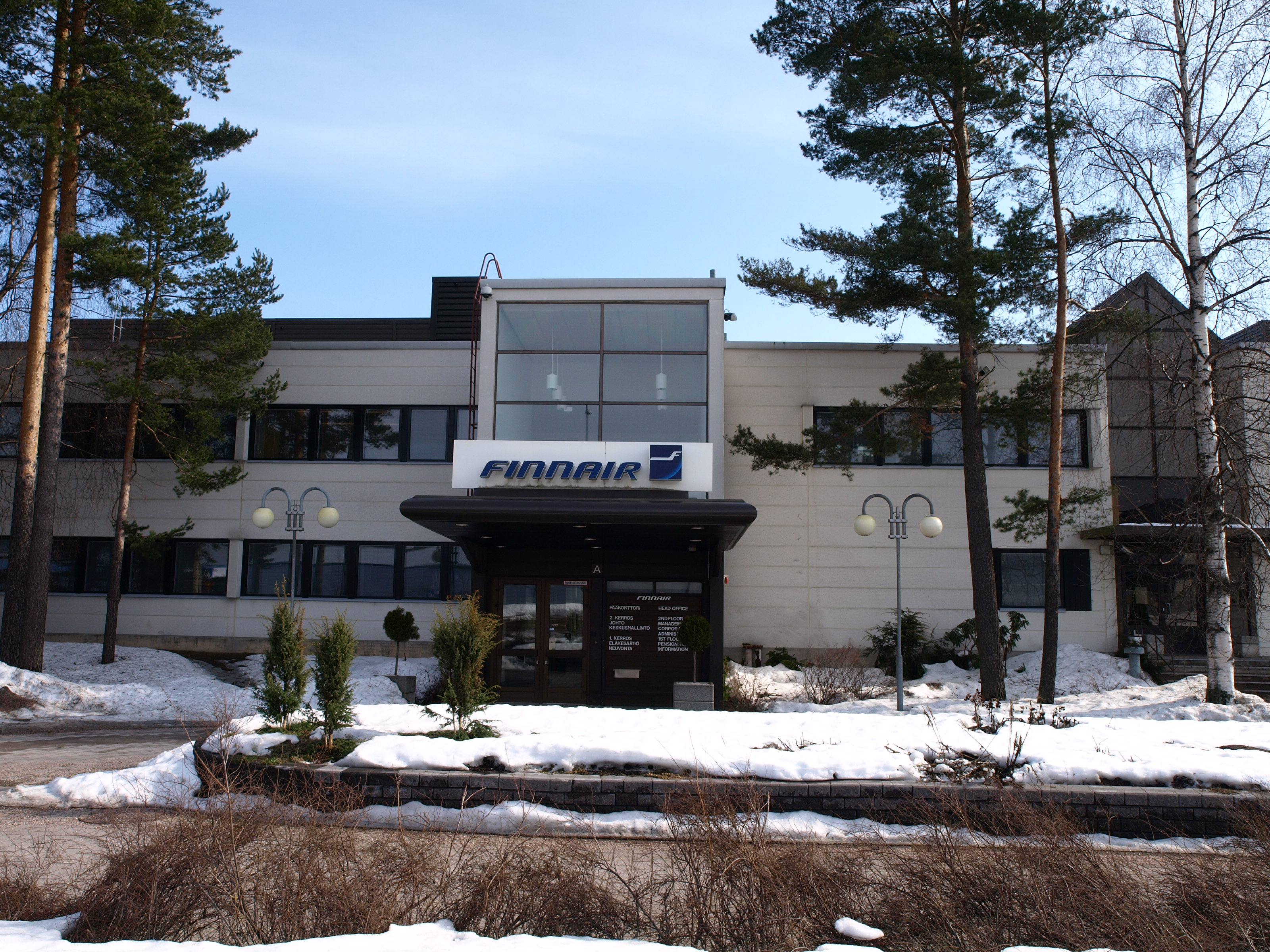
فين إير head office, Tietotie 11, at مطار هلسنكي فانتا

يقع مكتب فين إير الرئيسي في Tietotie 11 على أساس مطار هلسنكي فانتا في فانتا. وانتقلت الشركة المكتب الرئيسي هناك من هلسنكي المركزية في عام 1994. عقدت شركة «بيت الاحترار» حفل يوم 11 يناير 1994 ، ويقع رئيس مكتب فينايا ، وهي الشركة التي تدير مطارات فنلندا ، على أساس من المطار. شركات طيران أخرى مع المكاتب الرئيسية على أساس المطار تشمل طيران فنلندا و بلو 1.

## الثقافة

### الموسيقى

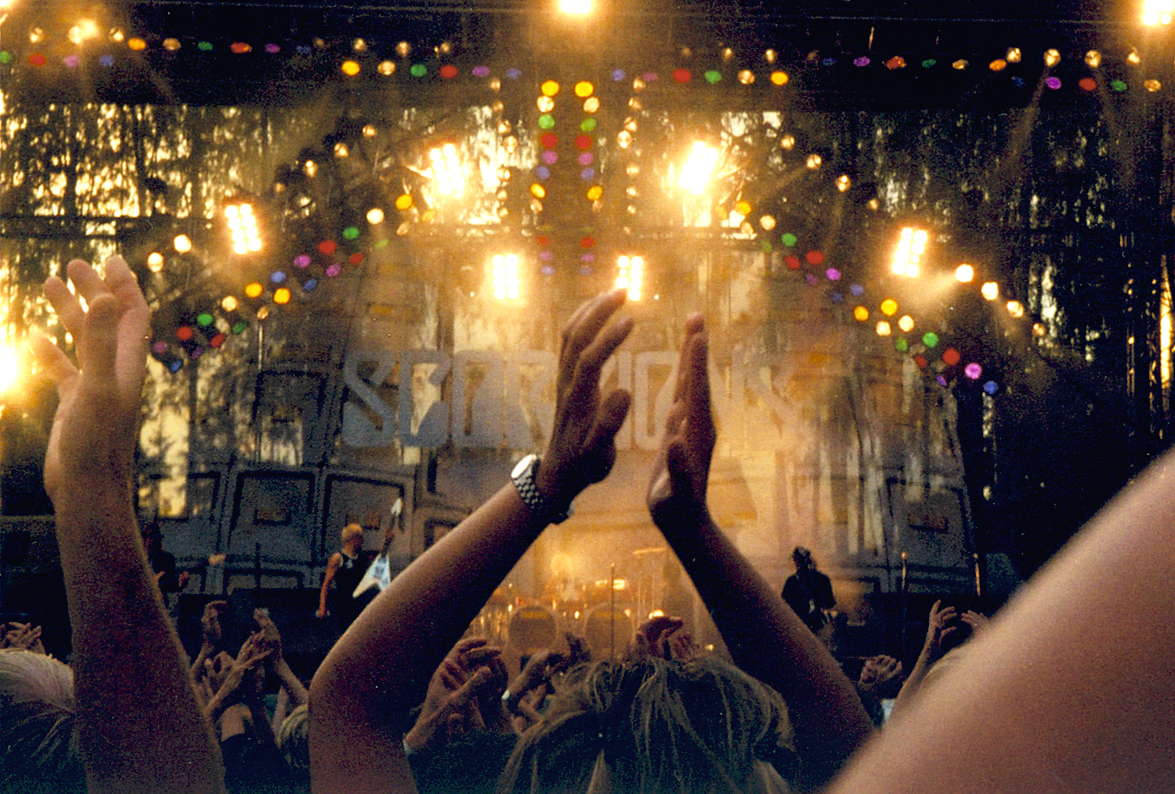
سكوربينز في أنكاروك سنة 2003.

دار جوقة فانتا أتت من فانتا. تشمل ألبوماتها أغاني شعبية وقصائد من كاليفالا . أنكاروك هو مهرجان موسيقى روك يقام كل صيف في كورسو منذ عام 1989.

## وصلات خارجية
- مدينة فانتا – الموقع الرسمي
- خريطة فانتا
- مركز العلم الفنلندي
- مطار هلسنكي فانتا الدولي
- متحف مدينة فانتا
- Helsinki.fi – منطقة هلسنكي باختصار